# Tigerbarsche
Die Tigerbarsche (Datnioides) sind eine Gattung aus der Gruppe der Barschverwandten (Percomorphaceae). Ihr Lebensraum sind das Süß- und Brackwasser der Flussmündungen und küstennahen Seen von Indien bis Borneo.

## Merkmale
Die Fische haben nur 24 Wirbel. Der hartstrahlige Teil der Rückenflosse hat 12 Flossenstrahlen, der weit hinten sitzende weichstrahlige 15 bis 16. Zusammen mit der gleichfalls weit hinten sitzenden Afterflosse und der runden Schwanzflosse ergibt sich der Eindruck von drei Schwanzflossen. Pflugscharbein und Gaumenbein sind zahnlos. Es gibt fünf Arten, die 30 bis 45 Zentimeter lang werden. Sie ernähren sich als Raubfische von kleinen Fischen. 

## Systematik
Die Gattung Datnioides wurde im Jahr 1853 durch den niederländischen Ichthyologen Pieter Bleeker eingeführt. In den meisten Systematiken werden sie einer eigenen Familie, den Datnioididae, zugeordnet. Tigerbarsche, Dreischwanzbarsche (Lobotes) und die Gattung Hapalogenys, die früher meist in die Familie der Süßlippen und Grunzer (Haemulidae) gestellt wurde, sind nah verwandt. In Joseph S. Nelsons Fishes of the World, einem Standardwerk zur Fischsystematik, bildet Datnioides zusammen mit Lobotes die Familie Lobotidae, die im Jahr 1861 durch den US-amerikanischen Ichthyologen Theodore Nicholas Gill eingeführt wurde.
Die australischen Ichthyologen Anthony Gill und Jeffrey M. Leis stellten im Oktober 2019 auch Hapalogenys in die Lobotidae. Gleichzeitig stellten sie die Lobotidae in die Ordnung der Doktorfischartigen (Acanthuriformes). Die Lobotidae teilen mit den übrigen Doktorfischartigen ein einzigartiges Merkmal (eine Synapomorphie), die zu Diagnose der Ordnung herangezogen wurde. Bei den Larven und adulten Exemplaren der Lobotidae und der übrigen Doktorfischartigen wachsen die nachwachsenden Zähne an den Außenseiten der Kiefer und ersetzen gruppenweise ihre Vorgänger.

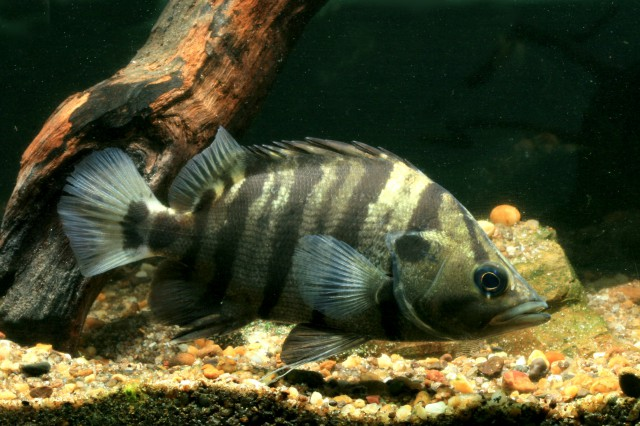
Datnioides polota, die Typusart der Gattung

## Arten
Zu den Tigerbarschen gehören fünf Arten:
- Datnioides campbelli  Whitley, 1939
- Datnioides microlepis  Bleeker, 1853
- Datnioides polota (Hamilton, 1822)
- Datnioides pulcher (Kottelat, 1998)
- Datnioides undecimradiatus (Roberts & Kottelat, 1994)